# Marquesado de Torres-Cabrera
El marquesado de Torres-Cabrera es un título nobiliario español creado por el rey  Carlos III a favor de Juan de Torres-Cabrera y Calderón de la Barca el 1 de julio de 1779.
Su denominación hace referencia al apellido del primer titular.

## Marqueses de Torres-Cabrera
|                         | Titular                                          | Periodo                 |
| Creación por Carlos III | Creación por Carlos III                          | Creación por Carlos III |
| ----------------------- | ------------------------------------------------ | ----------------------- |
| I                       | Juan de Torres-Cabrera y Calderón de la Barca    | 1779-                   |
| II                      | Pedro María de Torres-Cabrera y Gómez-Bravo      |                         |
| III                     | Miguel de Torres-Cabrera y Mayoralgo             | -1883                   |
| IV                      | Miguel de Torres-Cabrera y González de la Laguna | 1883-1950               |
| V                       | Miguel de Torres-Cabrera y Gómez-Galiana         | 1950-1962               |
| VI                      | Pedro de Granda y Losada                         | 1962-1981               |
| VII                     | Miguel de Granda y Torres-Cabrera                | 1981-1992               |
| VIII                    | María de los Dolores de Granda y Losada          | 1992-2022               |

## Historia de los marqueses de Torres-Cabrera
- Juan de Torres-Cabrera y Calderón de la Barca, I marqués de Torres-Cabrera.

- Pedro María de Torres-Cabrera y Gómez-Bravo, II marqués de Torres-Cabrera.

- Miguel de Torres-Cabrera y Mayoralgo, III marqués de Torres-Cabrera.

- Miguel de Torres-Cabrera y González de la Laguna, IV marqués de Torres-Cabrera.

Casó con Luisa Amalia Gómez-Galiana y Fernández de la Peña, III condesa de Campo-Espina. Le sucedió su hijo:
- Miguel de Torres-Cabrera y Gómez-Galiana (1873-?), V marqués de Torres-Cabrera.

Casó con María de los Remedios Jaraquemada y Velasco, X marquesa de Torre Orgaz. Su hijo fue Miguel de Torres-Cabrera y Jaraquemada (15 de febrero de 1911-?). Le sucedió su sobrino-nieto:
- Pedro de Granda y Losada, VI marqués de Torres-Cabrera.[1] Le sucedió su padre:

- Miguel de Granda y Torres-Cabrera, VII marqués de Torres-Cabrera, Le sucedió su hija

- María Dolores de Granda y Losada (m. 2022), VIII marquesa de Torres-Cabrera. Su nieta, Isabel Fernández de Arévalo López de Ayala ha solicitado la sucesión en el marquesado.[2]